# Michel Ferrari

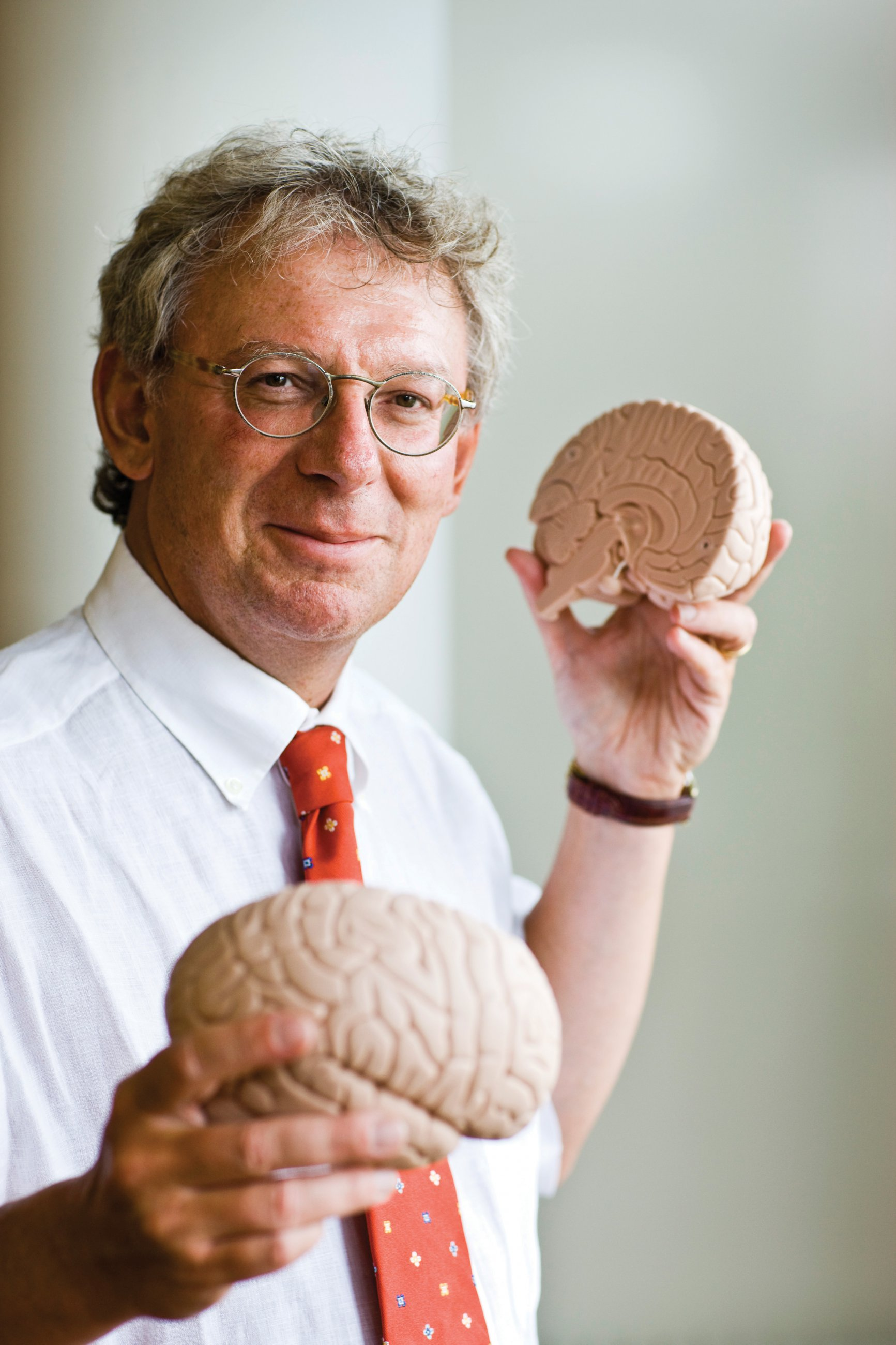
Michel Ferrari (2009)

Michel Ferrari (* 15. Juli 1954 in Tandjong Pandan, Indonesien) ist ein niederländischer Neurologe, bekannt für Forschungen zur Migräne. Er ist Professor am Medizinischen Zentrum der Universität Leiden.
Ferrari studierte Medizin in Leiden mit dem Abschluss 1980 und wurde 1992 cum laude promoviert. 2002 wurde er Professor für Neurologie in Leiden. 
Seine Dissertation war über die Rolle von Serotonin bei Migräne und er war an der Entwicklung von Triptanen als Medikament gegen Migräne beteiligt.
1996 entdeckte er als Erster Gene, die bei der Entstehung von Migräne eine Rolle spielen, zunächst bei einer seltenen schweren Form der Migräne, die mit halbseitigen Lähmungen verbunden ist. Mit seiner Gruppe entdeckte er später drei weitere Migräne-Gene.
Er schrieb ein in den Niederlanden erfolgreiches populärwissenschaftliches Buch über Kopfschmerzen.
2009 gewann er den Spinoza-Preis. Er war Vorsitzender der International Headache Society.

## Schriften
- mit Joost Haan: Alles over hoofdpijn en aangezichtspijn, Bruna 2004